# (37695) 1995 WT10
1995 WT10 (asteroide 37695) é um asteroide da cintura principal. Possui uma excentricidade de 0.07211162 e uma inclinação de 0.92600º.
Este asteroide foi descoberto no dia 16 de novembro de 1995 por Spacewatch em Kitt Peak.